# میرزا محمدعلی خان رحمت‌آبادی
میرزا محمدعلی خان رحمت آبادی، معروف به طایفه، نماینده رشت در نخستین دوره مجلس شورای ملی بود.
میرزا محمدعلی خان رحمت آبادی فرزند حاج میرزا فتحعلی و از خاندان سمیعی گیلان بود. وی سال‌ها در عهد ناصری و مظفری حکومت رحمت آباد از توابع رودبار را برعهده داشت. نامبرده در دوره انقلاب مشروطه به عضویت انجمن ملی موقت گیلان درآمد؛ و در ۲۵ ذیحجه ۱۳۲۵ (بهمن ۱۲۸۶) به عنوان نماینده رشت وارد دوره اول مجلس شورای ملی شد. پس از به توپ بسته شدن مجلس شورای ملی (۱۳۲۶ ه‍.ق) در سن ۸۰ سالگی به رشت بازگشت و تا پایان عمر به امور تجاری و ملکی مشغول شد.

## خانواده
فرزند او غلامرضا رحمت سمیعی معروف به طالش خان بعدها، در دوره سلطنت رضا شاه پهلوی، در ادوار ۷ تا ۱۳، جمعاً هفت دوره، نمایندگی رشت را در مجلس شورای ملی بر عهده داشت.